# 화개산 봉수대
화개산 봉수대(華蓋山 烽燧臺)는 인천광역시 강화군 교동면 고구리 233에 있는 봉수대이다. 강화군의 향토유적 제29호로 지정되었다.

## 개요
화개산 봉수대는 화개산과 잇대어 있는 연봉 정상에 자리잡고 있으며, 현재 낮은 석단만이 남아 있는데, 가로 4.6m, 세로 7.2m이고 잔존높이는 1.2m이다.
《신증동국여지승람》에 의하면 남쪽으로 본도의 덕산봉수에서 연락을 받아 동쪽으로 하음 봉천산 봉수로 응한다고 되어 있다.